# Fritz Geißler (Politiker, 1889)
Friedrich „Fritz“ Heinrich Ludwig Geißler (* 2. Mai 1889 in Heilbronn; † 26. Juli 1971 in Neuenbürg) war ein deutscher Jurist und Politiker.

## Leben
Als Sohn eines Kaufmanns geboren, studierte Geißler nach dem Besuch des Gymnasiums in Heilbronn Rechtswissenschaften in Tübingen. Während seines Studiums wurde er 1909 Mitglied der Verbindung Normannia Tübingen (1934–1935 Burschenschaft Normannia Tübingen). Nach seinen Examen 1915 und 1921 trat er am 9. Mai 1921 in den württembergischen Justizdienst und wechselte am 1. April 1922 in die Innenverwaltung. Am 1. Juli 1922 wurde er Amtmann am Oberamt Blaubeuren, eingesetzt in Weinsberg und Öhringen, bevor er August bis Oktober 1922 Amtsverweser in Besigheim wurde. Von 1921 bis 1924 gehörte der Deutschnationalen Volkspartei (DNVP) an. Am 20. Januar 1923 wurde er Amtmann am Oberamt Öhringen. Von 1923 bis 1926 war er Amtsverweser in Weinsberg und 1925 in Riedlingen. Ab dem 28. April 1926 war er als Hilfsberichterstatter in der Ministerialabteilung für Bezirks- und Körperschaftsverwaltung tätig und wurde 1927 zum Regierungsrat befördert.
1929 wurde er Landrat im Landkreis Mergentheim und war bis 1933 Vorsitzender der Vereinigung der württembergischen Oberamtmänner bzw. Landräte. Zum 1. Mai 1933 trat er in die NSDAP ein (Mitgliedsnummer 2.872.470). 1934 wurde er Amtsverweser und 1935 Landrat im Landkreis Tübingen, ab 1938 gleichzeitig Amtsverweser in Rottendorf.
Am 16. Juli 1945 wurde er durch die französische Militärregierung entlassen und verhaftet und vom 3. April bis 2. Oktober 1946 in Tübingen und Balingen interniert. Er war dann beim Hilfswerk der Evangelischen Landeskirche in Württemberg für die Innere Mission tätig. Am 19. Dezember 1948 wurde er Oberregierungsrat im Wirtschaftsministerium von Württemberg-Hohenzollern. Am 7. November 1949 wurde er Landrat in Calw, wo er am 31. Januar 1955 in den Ruhestand ging.

## Weblink
- Kurzbiographie auf kreis-tuebingen.de